# لويس رولاند
لويس رولاند (بالإنجليزية: Lewis Rowland)‏ هو طبيب أعصاب أمريكي، ولد في 3 أغسطس 1925 في بروكلين في الولايات المتحدة، وتوفي في 16 مارس 2017.